# Nous, citoyens ! (Portugal)
Pour l’article homonyme, voir Nous Citoyens – France.
Nous, citoyens ! (en portugais : Nós, Cidadãos!, abrégé en NC) est un parti politique portugais de centre droit.

## Histoire
Nous, citoyens ! prend ses racines à la fois dans la réflexion politique iniciée par les travaux de l'Institut de la démocratie portugaise, fondé en 2007, que dans les mouvements civiques et protestataires de 2012 contre la réduction de la taxe sociale unique sur les entreprises envisagée par le gouvernement de Pedro Passos Coelho.
Décision est prise de fonder le parti le 13 janvier 2013, lors d'une Ire rencontre informelle de mouvements civiques. Après demande le 24 mars 2015, le parti voit son inscription au registre des partis politiques portugais entérinée par le Tribunal constitutionnel dans une décision en date du 23 juin suivant, permettant dès lors à Nous, citoyens ! de participer aux élections législatives de la même année.
Si le parti ne réussit pas à faire son entrée à l'Assemblée de la République lors de ses participations aux élections législatives de 2015 et 2019, il remporte les élections municipales de 2017 à Oliveira de Frades, un exploit pour un parti récemment créé. Nous, citoyens ! est néanmoins défait lors du scrutin suivant, en 2021.
Le 14 novembre 2020, Joaquim Rocha Afonso est élu président du parti lors de son IIIe congrès organisé à Portalegre ; il prend la suite de son fondateur Mendo Castro Henriques.

## Organisation

### Historique des présidents
|                        | Nom                    | Dates du mandat  | Dates du mandat                | Notes                                   |
| ---------------------- | ---------------------- | ---------------- | ------------------------------ | --------------------------------------- |
| Mendo Castro Henriques | Mendo Castro Henriques | 25 juin 2015     | 14 novembre 2020               | Fondateur                               |
|                        | Joaquim Rocha Afonso   | 14 novembre 2020 | En cours (au 14 décembre 2021) | Secrétaire-général du parti (2019-2020) |

## Résultats électoraux

### Élections présidentielles
| Année | Candidat                 | 1er tour                 | 1er tour                 | 1er tour                 | 2d tour                  | 2d tour                  | 2d tour                  |
| Année | Candidat                 | Voix                     | %                        | Rang                     | Voix                     | %                        | Rang                     |
| ----- | ------------------------ | ------------------------ | ------------------------ | ------------------------ | ------------------------ | ------------------------ | ------------------------ |
| 2016  | Pas de candidat présenté | Pas de candidat présenté | Pas de candidat présenté | Pas de candidat présenté | Pas de candidat présenté | Pas de candidat présenté | Pas de candidat présenté |
| 2021  | Pas de candidat présenté | Pas de candidat présenté | Pas de candidat présenté | Pas de candidat présenté | Pas de candidat présenté | Pas de candidat présenté | Pas de candidat présenté |

### Élections législatives
| Année | Tête de liste          | Voix   | %    | Rang | Sièges  | Statut              |
| ----- | ---------------------- | ------ | ---- | ---- | ------- | ------------------- |
| 2015  | Mendo Castro Henriques | 21 439 | 0,40 | 12e  | 0 / 230 | Extra-parlementaire |
| 2019  | Mendo Castro Henriques | 12 379 | 0,24 | 15e  | 0 / 230 | Extra-parlementaire |
| 2022  | Joaquim Rocha Afonso   | 3 880  | 0,07 | 20e  | 0 / 230 | Extra-parlementaire |
| 2024  | Joaquim Rocha Afonso   | 2 399  | 0,04 | 18e  | 0 / 230 | Extra-parlementaire |
| 2025  | Joaquim Rocha Afonso   | 3 304  | 0,05 | 19e  | 0 / 230 | Extra-parlementaire |

### Élections européennes
| Année | Tête de liste   | Voix   | %    | Rang | Sièges | Statut              |
| ----- | --------------- | ------ | ---- | ---- | ------ | ------------------- |
| 2019  | Paulo de Morais | 34 672 | 1,05 | 10e  | 0 / 21 | Extra-parlementaire |

### Élections régionales

#### Région autonome des Açores
| Année | Tête de liste          | Voix                   | %                      | Rang                   | Sièges                 | Statut              |
| ----- | ---------------------- | ---------------------- | ---------------------- | ---------------------- | ---------------------- | ------------------- |
| 2016  | Pas de liste présentée | Pas de liste présentée | Pas de liste présentée | Pas de liste présentée | Pas de liste présentée | Extra-parlementaire |
| 2020  | Pas de liste présentée | Pas de liste présentée | Pas de liste présentée | Pas de liste présentée | Pas de liste présentée | Extra-parlementaire |

#### Région autonome de Madère
| Année | Tête de liste          | Voix                   | %                      | Rang                   | Sièges                 | Statut              |
| ----- | ---------------------- | ---------------------- | ---------------------- | ---------------------- | ---------------------- | ------------------- |
| 2015  | Pas de liste présentée | Pas de liste présentée | Pas de liste présentée | Pas de liste présentée | Pas de liste présentée | Extra-parlementaire |
| 2019  | Pas de liste présentée | Pas de liste présentée | Pas de liste présentée | Pas de liste présentée | Pas de liste présentée | Extra-parlementaire |
| 2023  | Pas de liste présentée | Pas de liste présentée | Pas de liste présentée | Pas de liste présentée | Pas de liste présentée | Extra-parlementaire |

### Élections municipales
| Année | Municipalités | Municipalités | Municipalités | Municipalités | Municipalités | Freguesias | Freguesias | Freguesias  |
| Année | %             | Rang          | Maires        | Échevins      | Conseillers   | %          | Rang       | Conseillers |
| ----- | ------------- | ------------- | ------------- | ------------- | ------------- | ---------- | ---------- | ----------- |
| 2017  | 0,24          | 19e           | 1 / 308       | 5 / 2074      | 15 / 6461     | 0,18       | 20e        | 42 / 27019  |
| 2021  | 0,30          | 23e           | 0 / 308       | 5 / 2064      | 20 / 6448     | 0,16       | 28e        | 47 / 26797  |

### Source de traduction
- (pt) Cet article est partiellement ou en totalité issu de l’article de Wikipédia en portugais intitulé « Nós, Cidadãos! » (voir la liste des auteurs).